# Хрущов-Сокольников, Гавриил Александрович
Гавриил Александрович Хрущов-Сокольников (1845—1890) — русский прозаик, поэт, драматург, фотограф, издатель, редактор.

## Биография
Из дворян. Сын тульского помещика, отставного подпоручика Александра Гавриловича Сокольникова и Елены Ивановны Хрущовой (дочь флотского лейтенанта). После смерти отца (1853) воспитывался у дяди матери, героя Крымской войны, генерал-губернатора Западной Сибири А. П. Хрущова. Опекуном Хрущова-Сокольникова стал другой дядя матери Б. П. Хрущов, бывший олонецкий губернатор. Поскольку у Хрущовых не было потомков по мужской линии, Хрущов-Сокольников унаследовал их фамилию и всё имущество
.
В 1862 году сдал экстерном выпускной экзамен в Тульской гимназии, окончил юридический факультет Императорского Московского университета с дипломом кандидата; два года пополнял своё образование за границей. По возвращении избран предводителем дворянства Епифанского уезда Тульской губернии. Однако быстро стало ясно, что Хрущов-Сокольников не собирается отстаивать интересы дворянства в эпоху реформ, это привело к многочисленным столкновениям, и по прошествии трёх лет на второй срок он избран не был, более того, дворяне объявили его «предателем» и вскоре ему пришлось покинуть Тулу. Впечатления этого периода Хрущов-Сокольников отразил в романе «Провинция», где в образе молодого предводителя уездного дворянства, борющегося с крепостниками, изобразил самого себя.
Жена Хрущова-Сокольникова — Анна Ивановна (урождённая Александрова; 1847—1888), дочь ротмистра. У супругов было двое детей; первенец родился в 1867 году. Работала секретарём в редакции журнала «Зритель», где в 1881 году познакомилась с Александром Павловичем Чеховым, уехала с ним, разведясь с мужем, в Таганрог и жила в гражданском браке.
В 1868 году Хрущов-Сокольников выпустил сборник «Стихотворения», содержавший любовную лирику, элегии, песни и баллады, а также несколько переводов Г. Гейне. «Опыт в эпическом роде», закрывающий сборник, напоминал по форме позднейший его роман в стихах «Великосветская Нана». С 1870 года помещал стихи, преимущественно юмористические, в журналах «Русское богатство», «Будильник», «Мирской толк», «Свет и тени», «Эхо», «Осколки», «Зритель». Использовал около тридцати псевдонимов. А. П. Чехов иронично отзывался о его плодовитости в фельетоне «Осколки московской жизни»: «покойное „Московское обозрение“, в котором заседал бессмертнейший враль Гаврила Сокольников. Кстати: кто не видал Неаполя, тот не видал ничего, кто же ни разу не слушал Сокольникова, тот не слыхал ничего» («Осколки», 1883).
Хрущов-Сокольников — автор ряда уголовных романов и повестей: «Кто?» (1882), «Москва без маски» (1887; 2-е изд., 1890), «Месть и золото» (1888, отдельным изданием ― 1889), «Фараоны» (1889, 1916), в котором под названием «бубновых королей» описан так называемый клуб червонных валетов, нашумевшее преступное сообщество 1870-х гг., суд над которым широко обсуждался в прессе. В уголовных романах Хрущова-Сокольникова варьируется схожий набор мотивов, ситуаций и образов: карточное шулерство, коварный друг, обманывающий доверчивого приятеля, роковые красавицы, прекрасные цыганки, безудержная страсть, толкающая на преступление, продажный суд, неверные жены, преданные друзья. Хрущов-Сокольников подробно описывает быт золотой молодежи, цыган и сибирских золотопромышленников. В качестве следователя обычно выступает горячий и увлекающийся молодой человек, который часто идет по ложному следу и с трудом расстаётся со своими заблуждениями. Параллельно развиваются несколько связанных между собой сюжетных линий, часто положительные герои с честью преодолевают трудности и заслуживают семейное счастье, но в то же время многие авантюристы и злодеи остаются безнаказанными. «На его романы шла такая подписка, что в пору бы самому Льву Толстому». Романы его расходились нередко в пяти тысячах экземпляров. Ему доставляло удовольствие самому торговать книжками, в один месяц он получил такую массу денежных пакетов, что набил ими два ящика комода».
Хрущов-Сокольников написал ряд исторических романов. В его произведениях вымышленные герои (как правило, с ними связаны любовные линии сюжета) действуют наравне с историческими персонажами. В романе «Чудо-богатырь» (1886), посвящён походу А. В. Суворова в Италию, подчёркнута демократичность полководца, его умение подбодрить и вдохновить солдат. Он возмущён положением дел в империи: «Миллионы бескровных задавленных рабов, розданных таким же пресмыкающимся рабам, только в шитых кафтанах». В романе «При Стеньке Разине. (Быль на Волге)» (1885, 1886, 1909, отдельным изданием ― 1885, 1886) Разин борется не с царём, а с боярами, которые обманывают Алексея Михайловича и скрывают бедственное положение простого народа. Роман «Пугачёв» (1887, 1911) начинается с исторического экскурса, в котором автор подчёркивает равнодушие императрицы и придворных к тяжёлой жизни народа. Роман «Грюнвальдский бой, или Славяне и немцы» (1889, 1910), имеет явную идеологическую подоплёку: литовцы в нем отнесены к славянскому миру, резко противопоставленному немцам — исконным врагам.
В 1876 году Хрущов-Сокольников основал журнал «Московский обзор», в котором печатались П. Д. Боборыкин, П. И. Вейнберг, А. Ф. Головачёв, А. Н. Плещеев и др. В 1878 году Н. Л. Пушкарёв, с которым Хрущов-Сокольников издавал и редактировал журнал, стал его единственным издателем-редактором (в 1879 году журнал был переименован в «Мирской толк»). Хрущов-Сокольников остался активным автором: в 1879 году напечатал комедию «Валет пик», в 1882 году ― рассказы «Брат и сестра», «Последнее средство», «Столетний юноша (Святочный рассказ)», роман «История сторублевой бумажки № 131, 313 (Фантазия)». Опубликовал (1881) ставший популярным роман в стихах о любовных перипетиях в жизни светской дамы «Драма в бомонде», обличающий пороки высшего света. Также регулярно помещал в «Мирском толке» свои стихи и серьезного, и юмористического характера.
В комедиях Хрущова-Сокольникова — «Не покорилась» (1875, 1876, «Хищные птицы» (1876, 2-е издание — 1886), «Наши честные люди» (1875) — почти нет комического элемента, в основе сюжета интриги отрицательных персонажей, которые не увенчиваются успехом. Автор драм «Позолота» в 5-и действиях (1875), «Присвоители» в 5-и действиях (1880), «Практические люди», «Страница романа» (обе — 1884), этюда «Последнее средство» в 1 действии (1885, 1889). В основном драматические произведения Хрущова-Сокольникова строятся на любовной коллизии, герои довольно чётко делятся на «злодеев» и невинных «жертв», порочность характера обычно следствие развращенности высшего общества.
Увлекался фотографией. В начале 1870-х гг. у Хрущова-Сокольникова в Туле было фотоателье. В 1876 году купил у известного московского фотографа И. Г. Дяговченко его заведение на Б. Лубянке. В ателье Хрущова-Сокольникова сфотографировался Л. Н. Толстой, эту фотографию (1876) многие художники брали за основу при создании гравюрных изображений. Позже Хрущов-Сокольников увлёкся новым способом фотографии — фотоцинкографией, и в 1879 году передал заведение своей жене Наталье Адольфовне (в первом браке Павлиновой). В том же году выступил с докладом о своих опытах на заседании в Императорском Русском техническом обществе. Позднее ставил опыты с электричеством. Об этом его увлечении А. П. Чехов иронично писал в письме брату Александру: «Гаврилка Сокольников изобрёл электрический двигатель. Изобретение сурьёзное и принадлежащее только ему одному. Он, шельма, отлично знает электричество, а в наш век всякий, знающий оное, изобретает. Поле широчайшее».
Неугомонный дух предприимчивости жил в нём и портил ему существование. Большие деньги затратил он на устройство фотографии в Москве, цинкографии, на издание журнала, который назывался «Московское обозрение» и который был радикален и несколько безграмотен. Квартира Хрущова-Сокольникова напоминала собою лабораторию какого-то мага и волшебника: электрические машины, батареи, камер-обскуры разных систем, сулеи с химическими жидкостями, и посреди всей этой груды вещей сам Гавриил Александрович, улыбающийся, суетящийся, объясняющий свои изобретения, которые
должны иметь будущееИ. И. Ясинский
У Хрущова-Сокольникова в последний год его жизни собирались по субботам. Бесконечно добродушный … привлекал к себе сердца всех знавших его; немудрено, что вечера его посещались людьми самых разных характеров и профессий. Более всего, однако, сходилась здесь наша пишущая братияА. Д. Апраксин
Смерть Хрущова-Сокольникова вызвала многочисленные стихотворные отклики коллег в различных периодических изданиях (1890). В некрологе журнала «Звезда» подчёркивалось, что Хрущов-Сокольников, будучи «неутомимо деятельным», жил исключительно литературным трудом, поддерживал молодых писателей, не был честолюбив, часто бывал обманут. О работе Хрущова-Сокольникова в последние годы, когда он писал, чтобы покрыть долги, сочиняя романы «ниже его дарования».